# Macromia tillyardi
Macromia tillyardi là loài chuồn chuồn trong họ Macromiidae. Loài này được Martin mô tả khoa học đầu tiên năm 1906.